# Petri Camera
Petri Camera Co. (яп. ペトリカメラ), — японская компания, производитель фотоаппаратов и телескопов.

## История
Компания была основана в 1907 году под названием Kuribayashi Seisakusho. Основатель компании Курибаяши Сейсакушо (Kuribayashi Seisakusho). Компания начала в 1919 году производство фотоаппарата Speed Reflex — аналога британского Thornton-Pickard Ruby Reflex.
В 1930 году название изменилось на Gōshi-gaisha Kuribayashi Shashin Kikai Seisakusho. С 1929 года многие фотоаппараты компании продавались под названием First. Торговая марка First принадлежала дистрибьюторской компании Minagawa Shōten.
В 1943 году компания имела в Токио фабрику и офисное здание. Они были разрушены во время бомбардировок Токио в 1945 году.
В 1949 году компания была переименована в K.K. Kuribayashi Shashin Kikai Seisakusho. Сотрудничество с Minagawa Shōten не было возобновлено. Для названия нового бренда были приняты слова Karoron и Petri. Компания под этими брендами выпускала фотоаппараты с форматом плёнки 6×4,5 см и под названием Petriflex выпускался двухобъективный фотоаппарат 6×6 см. В 1954 году началось производство фотоаппаратов для плёнки типа 135. В 1956 году название компании изменилось на Kuribayashi Shashin Kōgyō K. K. В 1962 году наименование компании изменилось на Petri Camera Ltd.
В 1968 году началось производство компактного фотоаппарата Petri Color 35 — очень похожего на Rollei 35.
В 1977 году Petri Camera обанкротилась. На её основе была создана Petri Kōgyō K. K. Компания в 1980-е годы прекратила выпуск фотоаппаратов, но продолжает производство телескопов.

## Фотоаппараты Petri

### Крупноформатные
- Speed Reflex (4,5×6 см, 6,5×9 см, 8×10,5 см) — 1919. Однообъективный.
- Mikuni (6,5×9 см) — 1920-е, начало 1930-х. Складной (гармошка), аналог Contessa-Nettel.
- First (6,5×9 см) — конец 1920-х, начало 1930-х. Складной, аналог Contessa-Nettel. С 1932 года выпускался в металлическом корпусе, с 1934 года — с японскими объективами и затворами.
- First Etui (6,5×9 см) — производился с 1934 года по 1936 год. Копия германского Patent Etui. Металлический корпус. В сложенном состоянии имел толщину 3,8 см.
- Kokka (6,5×9 см) — 1930 год. Складной. С 1934 года — с японскими объективами и затворами.
- Romax (6,5×9 см) — 1934 год. Предположительно выпускался Kuribayashi.
- Tokiwa (6,5×9 см) — январь 1934 года. Предположительно выпускался Kuribayashi. Компания Tokiwa Kōgaku поставляла объективы для Kuribayashi.

### Плёнка типа 127
- Eagle (4×6,5 см) — 1927 год.
- Speed Pocket (4×6,5 см) — 1936 год. Складной. Копия Agfa Billy 0. Предположительно корпус и часть деталей до апреля 1943 года поставляла Agfa.
- Baby First (3×4 см, 4×4 см) — октябрь 1940 года.
- Molby (3×4 см) — октябрь 1940 года. Дальномерный фотоаппарат. Аналог Roico 4×4 см производства Riken Kōgaku Kōgyō (Ricoh).

### Среднеформатные
Компания выпускала следующие типы среднеформатных фотоаппаратов, рассчитанных на фотоплёнку тип-120.

#### 4,5×6 см
- Semi First — 1935 год. Складной. Аналог Perle компании Welta 1932 года. После Второй мировой войны продавался под названием Kuri.
- U Semi First — начало 1939 года. Semi First с изменённым корпусом. Выпускался в 5 версиях.
- BB Semi First — начало 1940 года. Более дорогая модель Semi First с экспонометром. Первый японский фотоаппарат с встроенным экспонометром. Имел функцию корректировки параллакса. Корпус отделывался хромированными деталями.
- Semi Rotte — февраль 1940 года. Копия Nettar (Zeiss Ikon) 1934 года.
- BB Semi Rotte — версия Semi Rotte с изменённым видоискателем.
- Baby Semi First — 1937 год. Уменьшенная версия Semi First. Копия германского фотоаппарата Baldax 4,5×6 см компании Balda.
- BB Baby Semi First — конец 1940 года. Baby Semi First с изменённым видоискателем.
- Auto Semi First — октябрь 1940 года. Дальномерный. Копия германского Weltur компании Welta. На верхней крышке располагалась шкала глубин резкости с надписями на английском языке.
- Hokoku — октябрь 1940 года. Из семейства Semi First. Ни одного экземпляра не сохранилось.
- Mizuho — октябрь 1940 года. Из семейства Semi First. Ни одного экземпляра не сохранилось.
- Kuri — усовершенствованная версия Semi First. Kuri — сокращение от Kuribayashi (каштан).
- BB Kuri — послевоенная версия BB Semi Rotte.
- Lo Ruby — считается версией Kuri. Ни одного экземпляра не сохранилось.
- Petri
- Karoron и Karoron S — 1949 год. Дальномерный складной фотоаппарат.
- Karoron RF и Petri RF — Дальномерный складной фотоаппарат.
- Petri Super и Petri Super V

#### 6×6 см
- First Six — 1936 год. Из серии Semi First. Выпускался и после войны.
- U First Six — 1939 год.

#### 6×9 см
- First Roll — производился с 1933 по 1936 год. Мог работать с форматом 6×4,5 см. Фокусное расстояние объектива 105 мм.
- First Center — 1936 — 1937 год. Мог работать с форматом 6×4,5 см. Аналог германского фотоаппарата Gloria или Pontina компании Balda. Фокусное расстояние объектива 105 мм.

#### 6×6 см,двухобъективные зеркальные
- First Reflex — производился с 1938 по 1944 год. Копия германского Rolleicord 1936 года.
- Petriflex

### Малоформатные
Под брендом «Petri» выпускались несколько линеек малоформатных фотоаппаратов, рассчитанных на фотоплёнку в кассетах тип-135.

#### Дальномерныес несъёмным объективом
- Petri 35 2.8 MX — Производился с 1955 года по 1958 год. Первый фотоаппарат после оккупации Японии. Похож на Leica M3.
- Petri 2.8 Color Corrected Super — Производился с августа 1958 года по 1961 год. Очень популярная камера. Производилось более 10 тысяч штук в месяц.
- Petri E.Bn (2.8 and 1.9)
- Petri Prest
- Petri 7 (2.8 and 1.8)
- Petri 7s (2.8 and 1.8) — 1963 — 1967 год. Продолжение 35 MX. Селеновый экспонометр. Фокусное расстояние объектива 45 мм.
- Petri Pro 7
- Petri 7s II
- Petri Racer (2.8 and 1.8)
- Petri Computor 35
- Petri Computor II — Фокусное расстояние объектива 40 мм.
- Petri ES Auto
- Petri Auto Rapid 2.8 (45/2.8)

#### Шкальныес несъёмным объективом 24×36 мм
- Petri Color 35 — 1968 год. Фокусное расстояние объектива 40 мм. Самый маленький фотоаппарат Японии для своего времени.
- Petri Color 35 D — 1969 год. Более дешёвая версия Color 35.
- Petri Color 35 E — 1971 год. Более дешёвая версия Color 35.
- Petri Color 35 Custom
- Petri Micro Compact

#### Шкальные с несъёмным объективом, размер кадра18×24 мм
- Petri Half
- Petri Compact
- Petri Compact E — 1960 год. Портретная ориентация кадра.
- Petri Half 7

#### Крепление объектива
За всю историю существования в разных моделях фотоаппаратов использовались 3 разных вида крепления объектива. 
Как резьбовое соединение М42 (Petri Penta; Petri FTX/Petri TTL; Petri FT 500; Petri FT 1000; Petri MF-1; Petri MF-2)
так и байонет с накидной гайкой разработанный фирмой Petri с рабочим отрезком 43,5 мм. 
С 1977 используется байонет Pentax К.
- Petri Penta (1959)  — первая модель серии и первая 35-мм зеркальная камера Курибаяши. Крепление объектива М42; Установка значения диафрагмы вручную; Шторный затвор с горизонтальным движением матерчатых шторок и диапазоном выдержек от 1/2 до 500, плюс В; Выбор синхронизации со вспышкой FP/X, холодный башмак отсутствует и приобретается как отдельный аксессуар; Автотаймер отсутствует.

- Petri Penta Automatic/Petri Penta V (1960)  — улучшенная версия Petri Penta. Крепление объектива изменено на байонет; Добавлен репетир диафрагмы; Скорость работы шторного затвора увеличена до 1/1000; Добавлен автотаймер.
- Petri Penta V2/ Petri Flex V (1961)  — почти полностью идентична Petri Penta Automatic/Petri Penta V.
- Petri Penta Junior (1961)  — упрощённая версия Petri Penta V2 (без автоспуска и репетира диафрагмы). Комплектовалась объективом f/3.5 35мм.

- Petri Flex 7 (1964) — Камера со встроенным в пентапризму CdS экспонометром (круглой формы), придающем ей характерный вид отличающий от других моделей серии. Шторный затвор с горизонтальным движением матерчатых шторок и диапазоном выдержек от 1 до 1000, плюс В; Репетир диафрагмы; Синхроконтакт; Холодный башмак; Автотаймер. Комплектуется объективом F1,8 55мм. Светочувствительность плёнки выбирается кольцом расположенным вокруг круглого окна фотоэлемента экспонометра в единицах ASA от 10 до 800. Индикация правильно выбранной экспопары отображается в видоискателе. Для питания экспонометра требуются одна ртутная батарея.
- Petri Penta V3/ Petri V3 Flex (1964)  — на верхнюю крышку с лицевой стороны справа добавлены два выступа для установки съемного фирменного CdS экспонометра Petri. Самая короткая скорость затвора 1/500.

- Petri Penta V6/Petri Flex V6 (1965). Косметические изменения дизайна.
- Petri Penta V6-II (1970)  — В конструкцию добавлен горячий башмак.
- Petri FT (1967)  — Байонет Petri с накидной гайкой; Шторный затвор с горизонтальным движением матерчатых шторок и диапазоном выдержек от 1 до 1000, плюс В; Автотаймер 11 секунд; Встроенный TTL экспонометр на Cds фотоэлементах. Индикация в видоискателе справа в виде неподвижного кольца и подвижной стрелки (правильное значение экспозиции их совмещение). Светочувствительность в единицах ASA от 25 до 1600, в единицах DIN от 15 до 33; Батарейный отсек спереди на верхней панели. Питание экспонометра от ртутной батареи 1,3V Malloy PX-13; Встроенный холодный башмак, синхроконтакты для вспышки FP, M и X.

Комплектовался одним из двух объективов Petri с автоматической установкой диафрагмы (репетир):
"PETRI" 55mm F1,4 (7 элементов в 5 группах)
"PETRI" 55mm F1,8 (6 элементов в 4 группах)
- Petri FT EE (1969)  — Камера с автоматическим режимом настройки экспозиции. При выставлении на объективе значения EE (Electronic Eye) камера сама подбирает значение диафрагмы основываясь на показаниях встроенного TTL экспонометра (приоритет выдержки). Так же может работать в полностью ручном режиме. Байонет Petri с накидной гайкой; Шторный затвор с горизонтальным движением матерчатых шторок и диапазоном выдержек: 1/2, 1/4, 1/8, 1/15, 1/30, 1/60, 1/125, 1/250, 1/500, плюс В, скорость синхронизации со вспышкой через синхроконтат Х - 1/45; Встроенный горячий башмак с синхроконтактами Х и FP; Автоспуск 9 секунд; TTL экспонометр, с двумя Cds элементами расположенными на пентапризме светочувствительность в единицах ASA от 25 до 800 и в DIN от 15 до 30. Индикация в видоискателе вертикально справа в виде цифровой шкалы и подвижной стрелки. Батарейный отсек слева корпуса на верхней панели. Питание экспонометра от ртутной батареи 1,3V Malloy RM 675R, National M-1C, Toshiba TH-KC или их аналоги.

Комплектовался объективом Petri с автоматической установкой диафрагмы (репетир) "PETRI" 55mm F1,8-16 (6 элементов в 4 группах) с мультипросветлением.
- Petri FT II (1971) —- Приемник Petri FT. Отделка корпуса чёрными пластиковыми панелями; Выпускался в серебряном и чёрном исполнении; Горячий башмак; Обновлённые рычаги автотаймера и замера экспозиции. Модель выпускалась с разными механизмами взвода, изменения в конструкцию введены примерно с моделей имеющих серийный номер S/N76XXXX.

Байонет Petri Bleach Lock; Шторный затвор с горизонтальным движением матерчатых шторок и диапазоном выдержек от 1 до 1000, плюс В; TTL экспонометр.
- Petri FTE (1973)  — Камера с автоматическим режимом настройки экспозиции. При выставлении на объективе значения EE (Electronic Eye) камера сама подбирает значение диафрагмы основываясь на показаниях встроенного TTL экспонометра (приоритет выдержки). Так же может работать в полностью ручном режиме. Байонет Petri с накидной гайкой; Шторный затвор с горизонтальным движением матерчатых шторок и диапазоном выдержек: 1/2, 1/4, 1/8, 1/15, 1/30, 1/60, 1/125, 1/250, 1/500, плюс В, скорость синхронизации со вспышкой через синхроконтакт Х - 1/45; Встроенный горячий башмак с синхроконтактами Х и FP; Автоспуск 9 секунд; TTL экспонометр, с двумя Cds элементами расположенными на пентапризме светочувствительность в единицах ASA от 25 до 800 и в DIN от 15 до 30. Индикация в видоискателе вертикально справа в виде цифровой шкалы и подвижной стрелки. Батарейный отсек слева корпуса на верхней панели. Питание экспонометра от ртутной батареи 1,3V Malloy RM 675R, National M-1C, Toshiba TH-KC или их аналоги.

Комплектовался объективом Petri с автоматической установкой диафрагмы (репетир) "PETRI" 55mm F1,7-16 (6 элементов в 4 группах) с мультипросветлением.
- Petri FTX/Petri TTL (1974) — основан на Petri FT II, но использует для установки объективов резьбу М42; Более угловатый дизайн, напоминающий фотоаппараты Praktica; Шторный затвор с горизонтальным движением матерчатых шторок и диапазоном выдержек от 1 до 1000, плюс В, скорость синхронизации со вспышкой 1/60; TTL экспонометр, с двумя Cds элементами расположенными на пентапризме. Диск установки светочувствительности плёнки вынесен на переднюю лицевую панель; Показания экспонометра отображаются в видоискателе индикатором в виде круга и подвижной полоски. Замер происходит на рабочем значении диафрагмы, активируется кнопкой расположенной рядом с объективом. Для работы требуется одна ртутная батарея. Отсек для установки элемента питания для экспонометра находится на лицевой стороне камеры.
- Petri FA-1 (1975-1977)  — Камера с приоритетом выдержки (EE - Electronic Eye). Так же может работать в ручном режиме. Байонет Petri с накидной гайкой; Шторный затвор с горизонтальным движением матерчатых шторок и диапазоном выдержек от 1 до 1/1000 плюс В. выдержки синхронизации со вспышкой для FP от 1/125 до 1/1000 для Х - 1/60; Встроенный горячий башмак; Автотаймер; TTL экспонометр, с двумя Cds элементами расположенными на пентапризме. Светочувствительность выставляется в единицах ASA от 25 до 1600 или по единицам DIN от 15 до 33. Показания экспонометра в видоискателе в виде вертикальной неподвижной цифровой шкалы и подвижной стрелки. Отсек для установки элемента питания для экспонометра находится на лицевой стороне камеры; Фокусировочный экран — линза Френеля с микропризмами. Выпускалась в серебристом и чёрном исполнении. Комплектовалась объективами с автоматической диафрагмой (прыгающая):  Petri Automatic 55mm F1,4 (7 элементов в 5 группах) Petri Automatic 55mm F1,8 (6 элементов в 4 группах).

- Petri FT 500 (1976) (Реализовывалась Германской компанией Porst как Carena SRH 760). Упрощённая модель Petri FT 1000. Резьба М42 для установки объективов. Шторный затвор с горизонтальным движением матерчатых шторок и диапазоном выдержек от 1 до 500 плюс В, скорость синхронизации со вспышкой 1/60; Автотаймер отсутствует; Встроенный горячий башмак; TTL экспонометр с Cds фотоэлементами, замер экспозиции на рабочем значении диафрагмы.

- Petri FT 1000 (1976) — Резьба М42 для установки объективов; Шторный затвор с горизонтальным движением матерчатых шторок и диапазоном выдержек от 1 до 1000 плюс В (1, 1/2, 1/4, 1/8, 1/15, 1/30, 1/60, 1/125, 1/250, 1/500, 1/1000, В), скорость синхронизации со вспышкой 1/60; Автотаймер 9 секунд; Встроенный горячий башмак, синхронизация со вспышкой FP, X; TTL экспонометр, с двумя Cds элементами расположенными на пентапризме. Светочувствительность выставляется в единицах ASA от 25 до 1600 или в единицах DIN от 15 до 33. Индикация в видоискателе справа в виде неподвижного кольца и подвижной стрелки (правильное значение экспозиции их совмещение). Замер происходит на рабочем значении диафрагмы. Для работы требуется одна ртутная батарея 1,3V Malloy RM-675R или аналог. Отсек для установки элемента питания для экспонометра находится снизу камеры; Комплектовался объективом PETRI 55mm F1,7-16 (6 элементов в 4 группах) с автоматической диафрагмой (репетир)

- Petri MF-1/Petri MF-1 micro (1977) (Так же импортировался в Австралию и Новую Зеландию дистрибьюторской компанией Hanimex как Hanimex CR 1000) — Резьба М42 для установки объективов. Шторный затвор с горизонтальным движением матерчатых шторок с диапазоном выдержек от 1 до 1/1000 плюс В, скорость синхронизации со вспышкой 1/60; Автотаймер 9 секунд; На пентапризме находится съемный горячий башмак для установки вспышки (идея схожая с Olympus OM) с синхроконтактом Х; TTL экспонометр, на Cds фоторезисторах. Светочувствительность выставляется в единицах ASA от 25 до 1600 или единицах DIN от 15 до 33. Индикация в видоискателе справа в виде неподвижного кольца и подвижной стрелки (правильное значение экспозиции их совмещение). Батарейный отсек расположен на нижней панели камеры. Использует для питания ртутные батареи 1,3V Malloy RM 675R. Комплектовался объективами: F1,7-16 50mm (6 элементов в 4 группах); F2,8-16 45mm (4 элемента в 3 группах).

- Petri MF-2 — Резьба М42 для установки объективов. Для работы камеры используется две 1,5V серебряно-щелочных батареи S-76. Электромагнитный шторный затвор с горизонтальным движением матерчатых шторок и диапазоном выдержек от 4 до 1/1000 плюс В. Выдержка М 1/50 отрабатывается механически без элементов питания. Скорость синхронизации со вспышкой 1/60; Автотаймер 10 секунд; Светочувствительность выставляться в единицах ASA от 25 до 3200. Замер экспозиции двумя Cds фоторезисторами на рабочем значении диафрагмы. Замер экспозиции неполным нажатием на кнопку спуска затвора. Значения +/- и ОК для определения правильной экспозиции отображаются на ЖК дисплее в видоискателе. Видоискатель отображает 93% кадра.

#### Байонет К
- Petri MF-3 (Cosina CS-1) (1980)

Байонет Pentax K.
Для питания камеры используется два серебряно-щелочных элемента питания 1,5V (Eveready S-76, Mallory MS-76, G13 или их аналоги).
Встроенный горячий башмак.
Электромагнитный шторный затвор с горизонтальным движением матерчатых шторок отрабатывает выдержки от 4 сек. до 1/1000, скорость синхронизации со вспышкой через Х синхроконтакт 1/60.
Электронный автотаймер 10 секунд.
TTL замер на Cds фоторезисторах на открытой диафрагме. Светочувствительность выставляется в единицах ASA от 25 до 3200.
Показания экспонометра в видоискателе наверху в виде значений трёх значений ЖК индикатора +ОК-.
Видоискатель отображает 93% кадра.
Как дополнительный аксессуар может устанавливать Petri Auto-Winder. Питание от четырёх щелочных AA батарей. Скорость 2 кадра в секунду на выдержке 1/1000.
Cosina CS-1 (1978)
Показания экспонометра в видоискателе наверху в виде значений трёх значений ЖК индикатора двух стрелок и точке между ними. Диск с цифрами в левой стороне видоискателя показывает выдержку.
На камеру могут быть установлены дополнительные аксессуары:
Cosina Auto-Winder;
И модуль Cosina AEC Adapter при установке которого камера может снимать в приоритете диафрагмы. Модуль устанавливается в горячий башмак и подключается к разъёму в корпусе камеры.
Для питания модуль использует свою серебряно-щелочную батарею 6V.
- Petri MF-4 (1981)(Cosina CS-2)  — Камера только с приоритетом диафрагмы. Байонет Pentax K. Для питания камеры используется два серебряно-щелочных элемента питания 1,5V (Eveready S-76, Mallory MS-76, G13 или их аналоги). Селектором на верхней панели возможно внесение поправок в экспозицию +2, +1, "AUTO", -1,-2 выбор скорости синхронизации со вспышкой X и выдержки от руки B. Электромагнитный шторный затвор с горизонтальным движением матерчатых шторок отрабатывает в автоматическом режиме выдержки от 8 сек. до 1/1000, скорость синхронизации со вспышкой через Х синхроконтакт 1/60.

Встроенный горячий башмак. Электронный автотаймер 10 секунд. Видоискатель отображает 93 % кадра. TTL замер, центровзвешенный. Светочувствительность выставляется в единицах ASA от 25 до 3200.
Cosina CS-2 (1978) — экспозамер отображается в левой стороне видоискателя одной светящейся из шестнадцати точек ЖК дисплея.
Дополнительные аксессуары: Cosina Auto-winder, Cosina Auto-Strobe flash.
- Petri MF-101 (Cosina CT-1)
- Petri MF-101A (Cosina CT-1A)
- Petri MF-102 (Cosina CT-2)
- Petri MF-103 (Cosina CT-3)
- Petri MF-104 (Cosina CT-4)
- Petri GX-1 (Cosina CT-1A/Cosina CT-1G)
- Petri GX-1 Super (Cosina CT1 Super)
- Petri GX-2 (Cosina CT-10)
- Petri GX-3 (Cosina CT-20)
- Petri GX-4 (Cosina CT-7)
- Petri GX-5 (Cosina CT-9)